# Mark Spenkelink
Mark Spenkelink (Borne, 27 januari 1997) is een Nederlands voetballer die als doelman speelt.

## Carrière
Mark Spenkelink speelde in de jeugd van RKSV NEO, FC Twente en Go Ahead Eagles. Hier speelde hij vanaf 2016 in Jong Go Ahead en was hij reservekeeper van het eerste elftal, waar hij nooit in speelde. In 2019 werd hij een paar maanden verhuurd aan het Zweedse Karlstad BK, wat in de Division 1 Norra, het derde niveau, uitkwam. Hij debuteerde op 21 augustus 2019, in de met 1-1 gelijkgespeelde bekerwedstrijd tegen IK Sirius FK, die na penalty's werd verloren. Na zijn huurperiode was hij nog tot medio 2020 reservekeeper bij Go Ahead Eagles, waarna hij in september 2020 bij Jong PSV aansloot als trainingskeeper. Ondanks deze rol debuteerde hij op 6 november 2020 tegen FC Den Bosch toch in de Eerste divisie voor dit team, omdat er twaalf spelers afwezig waren vanwege coronabesmettingen. De uitwedstrijd werd met 1-2 gewonnen. Nadat hij de tweede helft van 2021 in Georgië voor Lokomotivi Tbilisi speelde, sloot hij in januari 2022 aan bij RKC Waalwijk. Spenkelink speelde twee wedstrijden, waarna zijn contract niet verlengd werd. In de zomer van 2024 sloot hij voor een halfjaar aan bij TOP Oss, maar keerde in februari 2025 weer terug bij RKC Waalwijk.

### Statistieken
| Seizoen                     | Club               | Competitie       | Competitie | Competitie | Beker | Beker | Totaal | Totaal |
| Seizoen                     | Club               | Competitie       | Wed.       | Dlp.       | Wed.  | Dlp.  | Wed.   | Dlp.   |
| --------------------------- | ------------------ | ---------------- | ---------- | ---------- | ----- | ----- | ------ | ------ |
| 2019                        | → Karlstad BK      | Division 1 Norra | 2          | 0          | 1     | 0     | 3      | 0      |
| 2019/20                     | Go Ahead Eagles    | Eerste divisie   | 0          | 0          | 0     | 0     | 0      | 0      |
| 2020/21                     | Jong PSV           | Eerste divisie   | 3          | 0          | –     | –     | 3      | 0      |
| 2021/22                     | Lokomotivi Tbilisi | Erovnuli Liga    | 9          | 0          | 0     | 0     | 9      | 0      |
| 2021/22                     | RKC Waalwijk       | Eredivisie       | 0          | 0          | 0     | 0     | 0      | 0      |
| 2022/23                     | RKC Waalwijk       | Eredivisie       | 0          | 0          | 0     | 0     | 0      | 0      |
| 2023/24                     | RKC Waalwijk       | Eredivisie       | 1          | 0          | 1     | 0     | 2      | 0      |
| 2024/25                     | TOP Oss            | Eerste divisie   | 0          | 0          | 0     | 0     | 0      | 0      |
| 2024/25                     | RKC Waalwijk       | Eredivisie       | 0          | 0          | 0     | 0     | 0      | 0      |
| Carrièretotaal              | Carrièretotaal     | Carrièretotaal   | 15         | 0          | 2     | 0     | 17     | 0      |
| Bijgewerkt op 13 maart 2025 |                    |                  |            |            |       |       |        |        |